# Silver Dollar Moment
Silver Dollar Moment é o álbum de estreia da banda inglesa de indie rock The Orielles. Foi lançado em 16 de fevereiro de 2018, pela Heavenly Recordings.

## Lançamento
Em 24 de maio de 2017, The Orielles lançou o primeiro single do álbum, "I Only Bought It For The Bottle". O segundo single "Let Your Dogtooth Grow" foi lançado em 24 de outubro de 2017. O videoclipe do single foi lançado em 23 de novembro de 2017, dirigido por Sam Boullier e filmado em Manchester. Em 23 de novembro de 2017, a banda anunciou o lançamento de seu álbum de estreia. O terceiro single "Blue Suitcase" foi lançado em 16 de janeiro de 2018. A banda explicou que o single "é uma faixa que foi escrita principalmente nos últimos dias do verão, inspirada em eventos, discussões e reflexões 'filosóficas' que ocorreram no estúdio durante a gravação do álbum."

## Recepção da crítica
Silver Dollar Moment foi recebido com críticas "geralmente favoráveis" dos críticos. No Metacritic, que atribui uma classificação média ponderada de 100 a comentários de publicações tradicionais, este lançamento recebeu uma pontuação média de 77, com base em 12 comentários. Aggregator Album of the Year deu ao lançamento uma nota 75 de 100 com base em um consenso crítico de 16 avaliações.
Tim Sendra, do AllMusic, disse sobre o álbum: "Com uma seção rítmica alegremente solta, guitarra alternadamente cintilante e cortante, teclados groovados e músicas que balançam e tecem como boxeadores peso-pena, o som que eles obtêm em seu álbum de estreia, Silver Dollar Moment, é em cada música um deleite sonoro perfeitamente construído, com a banda e a produção de Marta Salongi nunca exagerando nos arranjos enquanto ainda introduz pequenos trechos interessantes como bateria sintetizada, guitarras digitalmente distorcidas, e harmonias vocais aqui e ali para manter os ouvintes atentos e dançando"

## Faixas
| N.º            | Título                            | Duração |  |
| 1.             | "Mango"                           | 3:08    |  |
| 2.             | "Old Stuff New Glass"             | 4:37    |  |
| 3.             | "Sunflower Seeds"                 | 5:04    |  |
| 4.             | "Let Your Dogtooth Grow"          | 4:00    |  |
| 5.             | "Liminal Spaces"                  | 5:22    |  |
| 6.             | "The Sound of Liminal Spaces"     | 1:26    |  |
| 7.             | "I Only Bought It for the Bottle" | 3:07    |  |
| 8.             | "Henry's Pocket"                  | 4:16    |  |
| 9.             | "48%"                             | 2:42    |  |
| 10.            | "Borrachero Tree"                 | 2:35    |  |
| 11.            | "Snaps"                           | 3:54    |  |
| 12.            | "Blue Suitcase (Disco Wrist)"     | 5:13    |  |
| Duração total: | Duração total:                    | 45:24   |  |